# Proceratosphys solanasi
Proceratosphys solanasi är en mångfotingart som beskrevs av Jean-Paul Mauriès och Vicente 1975. Proceratosphys solanasi ingår i släktet Proceratosphys och familjen Opisthocheiridae. Inga underarter finns listade i Catalogue of Life.